# Egesina guerryi
Egesina guerryi là một loài bọ cánh cứng trong họ Cerambycidae.